# Papua-Nova Guiné nos Jogos Olímpicos de Verão de 1988
A Papua-Nova Guiné participou dos Jogos Olímpicos de Verão de 1988 em Seul, na Coreia do Sul. Foi representada por dois competidores, ambos competiram no atletismo.